# Dambach (Baix Rin)
Dambach (en alsacià Dàmbàch) és un municipi francès, situat a la regió del Gran Est, al departament del Baix Rin. L'any 1999 tenia 729 habitants. Forma part del Parc Nacional dels Vosgues i limita amb els municipis de Windstein, Lembach, Sturzelbronn, Obersteinbach i Niederbronn-les-Bains.
Forma part del cantó de Reichshoffen, del districte de Haguenau-Wissembourg i de la Comunitat de comunes del Pays de Niederbronn-les-Bains.

## Demografia
| 1962 | 1968 | 1975 | 1982 | 1990 | 1999 |
| ---- | ---- | ---- | ---- | ---- | ---- |
| 574  | 633  | 679  | 652  | 702  | 729  |

## Administració
Llista d'alcaldes
- 1816-1824 Michel Jochum
- 1832-1843 Frédéric Spies
- 1843-1868 Antoine Brisbois
- 1869-1875 Jean-Michel Roth
- 1875-1882 Hubert Krieg
- 1882-1885 Wendelin Roth
- 1885-1908 Michel Hausberger
- 1908-1914 Georges Kaufmann
- 1914-1922 Aloyse Neusch
- 1922-1925 Léonard Krieg
- 1925-1945 Aloyse Neusch
- 1945-1947 Alfred Krieg
- 1947-1965 Eugène Dirié
- 1965-1989 Camille Neusch
- 1989-2001 Gilbert Wambst
- 2001-2008 Simone Wambst